# Noyant-la-Plaine
Noyant-la-Plaine korábbi község Franciaország Loire mente régiójában, Maine-et-Loire megyében. 2016. január 1-jén Ambillou-Château és Louerre korábbi községgel egyesült és Tuffalun új község része lett.
Lakosainak száma 355 fő (2018. január 1.). Noyant-la-Plaine Tuffalun, Brigné, Louerre, Luigné és Saulgé-l’Hôpital községekkel határos.

## Népesség
A település népességének változása:
| Lakosok száma | 184  | 198  | 209  | 191  | 180  | 305  | 330  | 352  | 368  | 355  |
|               | 1962 | 1968 | 1982 | 1990 | 1999 | 2008 | 2011 | 2013 | 2017 | 2018 |